# Nealcidion costatum
Nealcidion costatum là một loài bọ cánh cứng trong họ Cerambycidae.